# 刺苞茄
刺苞茄（学名：Solanum barbisetum）为茄科茄属下的一个种。

## 扩展阅读
- 維基物種上的相關：刺苞茄